# 堀若菜
堀 若菜（ほり わかな、1992年10月14日 - ）は、NHK函館放送局のキャスター。

## 来歴
千葉県市川市出身。3歳のとき北海道へ転居し、十勝・宗谷・石狩の各地方で育つ。北海道札幌北高校、千葉大学卒業。2018年から現職。

## 人物
小学校6年生の頃、札幌の地下鉄についての自由研究をまとめている。
高校では放送部に所属し、2年生と3年生のときにNHK杯全国高校放送コンテストの朗読部門で全国大会に出場。ともに、全国で11位から60位に相当する「入選」を受賞している。大学時代の2014年4月から2015年10月まで、ベイエフエムのラジオ番組「bay Girls campus」に制作とDJで参加していた。
2018年4月からNHK札幌放送局のキャスターとして、テレビ・ラジオ番組に出演。2023年4月にはNHK釧路放送局に異動。2025年4月からNHK函館放送局に異動。

## 現在の担当番組
- ほっとニュース函館

## 過去の担当番組
- 北海道の不思議 ひと堀ふた堀み堀

堀伸浩アナウンサー、堀菜保子アナウンサーとともに、北海道に存在する不思議な風物を取り上げる5分番組で、2020年から2021年にかけて不定期に放送された。
- NHKラジオ鉄道大博覧会（2022年10月11日）[10]
- ほっとフォーラム道北オホーツク・鉄道を考える（2022年10月29日）[11]
- 北の文芸館〜朗読と音楽のライブセッション〜（2022年12月18日）[12]
- 大河ドラマ「鎌倉殿の13人」グランドフィナーレ＜札幌会場＞司会（2022年12月18日）[13]
- NHKニュースおはよう北海道

2018年5月11日放送の「北海道くらしナビ」コーナーで初出演し、同年6月23日から「ぶらり みてある記」のコーナーにもレポーターとして不定期に出演するようになる。2019年4月からスタジオレギュラーとなり、隔週で月曜から土曜を担当する。2021年4月からは毎週土曜の担当となり、2022年4月からは隔週土曜の担当となっている。
現在、スタジオ内でのニュース読みだけでなく、「ぶらり みてある記」のレポートのほか、自ら取材して構成・編集までを行う「キャスターインタビュー」も手掛けている。また、平日の中継にもレポーターとして出演することがある。
- ひるナマ!北海道

おはよう北海道 土曜プラスで「ぶらり みてある記」を担当した翌週火曜日に出演することが多い。
- ラジオ定時ニュース・天気予報・交通情報・海上気象

NHKラジオ第1放送の定時ニュース等を不定期に担当。平日は、10:55、11:50、14:55、16:55、17:56の5回、土曜・日曜・祝日は、10:55、11:55、12:10、13:55、14:55、16:55、17:56、18:50の8回担当する。